# ニック・スウォードソン
ニック・スウォードソン（Nick Swardson, 1976年10月9日 - ）は、アメリカ合衆国の俳優、コメディアン、脚本家、プロデューサーである。

## 来歴
1976年、ミネソタ州生まれ。父親のロジャーは地元の新聞の編集者であり、ジャーナリストだった。地元ミネソタ州の高校へ通い、16歳でコメディの即興劇の舞台に立つ。少年期からアルコールやマリファナなどに手を染めて、在学中にリハビリ施設に入所している。1996年に卒業すると、大学へ進学するよりもスタンダップコメディアンとしての道を選択。18歳の時に本格的にクラブの舞台に立つようになり、徐々に頭角を現していき、20歳のときには全米でも由緒ある祭典であるアメリカのコメディフェスティバルに参加した。それをきっかけとして、活動の場をニューヨークへ移し、後にロサンゼルスへ移動してナイトクラブなど様々な舞台でキャリアを積んでいく。徐々にテレビ・コマーシャルやテレビドラマ、シットコム等へも出演していき、2003年にはジェイミー・ケネディと共にコメディ映画『お坊ちゃまはラッパー志望』を執筆。その同年、全米でも人気があるコメディ番組『Reno 911!』へレギュラー出演してから一気に知名度が上昇した。
コメディアンで俳優のアダム・サンドラーとはよく一緒に仕事をしており、彼が主演する作品に数多く脇役として出演。スウォードソンの才能に感化されたサンドラーがオファーを出し、サンドラーが製作総指揮を務めた『Grandma's Boy』においても脚本の一人としてクレジットされている。2011年にはサンドラーが製作を務めた『ポルノ☆スターへの道』で映画初主演を飾る。同作品においては、ポルノ俳優である両親の息子を演じ、クリスティーナ・リッチと共演した。その他にもウィル・フェレルやケヴィン・ジェームズなどのコメディ俳優たちとも共演しており、コメディ俳優としての地位を着実に築きつつある。

## 出演作品

### 映画
| 公開年 | 邦題 原題                                                             | 役名                           | 備考             |
| ------ | --------------------------------------------------------------------- | ------------------------------ | ---------------- |
| 2000   | あの頃ペニー・レインと Almost Famous                                  | ボウイのファン                 |                  |
| 2003   | お坊ちゃまはラッパー志望 Malibu's Most Wanted                         | モチャ                         |                  |
| 2006   | アートスクール・コンフィデンシャル Art School Confidential            | マシュー                       |                  |
| 2006   | がんばれ!ベンチウォーマーズ The Benchwarmers                          | ハウイー                       | 脚本・出演       |
| 2006   | もしも昨日が選べたら Click                                            | Bed, Bath & Beyond Guy         |                  |
| 2007   | ポリス・バカデミー/マイアミ危機連発! Reno 911!: Miami                 | テリー                         |                  |
| 2007   | 俺たちフィギュアスケーター Blades of Glory                            | ヘクター                       |                  |
| 2007   | チャックとラリー おかしな偽装結婚!? I Now Pronounce You Chuck & Larry | ケヴィン                       |                  |
| 2008   | エージェント・ゾーハン You Don't Mess with the Zohan                  | マイケル                       |                  |
| 2008   | キューティ・バニー The House Bunny                                    | プレイボーイのフォトグラファー |                  |
| 2008   | ボルト Bolt                                                           | ブレイク                       | 声の出演         |
| 2008   | ベッドタイム・ストーリー Bedtime Stories                              | エンジニア                     |                  |
| 2011   | ウソツキは結婚のはじまり Just Go with It                              | エディ                         |                  |
| 2011   | ポルノ☆スターへの道 Bucky Larson: Born to Be a Star                   | バッキー・ラーソン             | 出演・製作・脚本 |
| 2011   | ピザボーイ 史上最凶のご注文 30 Minutes or Less                        | トラヴィス                     |                  |
| 2011   | ジャックとジル Jack and Jill                                          | トッド                         |                  |
| 2012   | 俺のムスコ That's My Boy                                              | ケニー                         |                  |
| 2013   | アダルトボーイズ遊遊白書 Body High                                    | ニック                         |                  |
| 2016   | ドゥ・オーバー: もしも生まれ変わったら The Do-Over                    | ボブ                           |                  |
| 2020   | 僕のミッシー The Wrong Missy                                          | ネイト                         |                  |

### テレビドラマ・番組
- LateLine (1999)
- Spring Break Lawyer (2001)
- Watching Ellie (2002)
- Reno 911! (2003 - 2009)
- Cheap Seats: Without Ron Parker (2004)
- Gay Robot (2004)
- That's My Daughter (2007)
- Human Giant (2007)
- Pretend Time (2010 - 2011)
- The High Fructose Adventures of Annoying Orange (2012)